# Herrarnas superkombination vid världsmästerskapen i alpin skidsport 2015
Huvudartikel: Världsmästerskapen i alpin skidsport 2015
Herrarnas superkombination vid världsmästerskapen i alpin skidsport 2015 hölls i Beaver Creek, USA, den 8 februari 2015. Den första tävlingen, störtloppet, avgjordes klockan 11:00 lokal tid (19:00 svensk tid) och den avslutande slalomtävlingen avgjordes klockan 14:15 lokal tid (22:15 svensk tid).
Detta var herrarnas tredje tävling i mästerskapen. Marcel Hirscher från Österrike vann. 

## Resultat
Totalt 49 tävlande från 23 länder deltog i tävlingen. 
| Plac. | Nr | Namn            | Land      | Störtlopp | Plac. | Slalom | Plac. | Totalt  |
| ----- | -- | --------------- | --------- | --------- | ----- | ------ | ----- | ------- |
| 1     | 9  | Marcel Hirscher | Österrike | 1.46,17   | 30    | 49,93  | 1     | 2.36,10 |
| 2     | 13 | Kjetil Jansrud  | Norge     | 1.43,01   | 1     | 53,28  | 17    | 2.36,29 |
| 3     | 20 | Ted Ligety      | USA       | 1.46,04   | 29    | 50,36  | 2     | 2.36,40 |